# Vladímir Nemiróvitx-Dàntxenko
Vladímir Ivànovitx Nemiróvitx-Dàntxenko, rus: Владимир Иванович Немирович-Данченко, (Ozurgueti, Geòrgia, 23 de desembre de 1858 – Moscou, 25 d'abril de 1943) fou un director, escriptor, pedagog, dramaturg i productor rus del món del teatre que va fundar el Teatre d'Art de Moscou el 1898, juntament amb el seu col·lega Konstantín Stanislavski.
De família ucraïnesa i armènia (son pare era un oficial de l'Exèrcit rus), va estudiar a l'institut de Tbilisi i posteriorment a la Universitat Estatal de Moscou, als departaments de Física i Matemàtiques i Jurídic, de 1876 a 1879, any en què deixa la universitat pel teatre i es dedica a la crítica teatral. El 1881 publica la seva primera obra, Xipóvnik ('Gavarró'), que es representarà durant un any al Teatre Mali.
Va encoratjar la producció teatral de Txékhov i Gorki i les adaptacions al teatre dels novel·listes Dostoievski i Tolstoi. Fou professor d'Ivan Moskvín, Olga Knipper i Vsévolod Meierhold.
És famosa la frase que diu que «Si Stanislavski era l'ànima del Teatre de l'Art, Nemiróvitx n'era el cor». Va crear l'estil d'actuació i direcció del Teatre d'Art de Moscou, considerat el millor de la seva època, així com la companyia d'actors, però no en va deixar constància escrita, per la qual cosa avui dia només es coneix el «mètode Stanislavski».
El 1919 va crear el Teatre Musical del Teatre d'Art de Moscou, anomenat Teatre Musical Nemiróvitx-Dàntxenko el 1926. El 1943 va fundar l'Escola del Teatre d'Art de Moscou, que continua la seva obra.
Les seves produccions d'Els germans Karamàzov (1910), Resurrecció (1930), Anna Karènina (1937) i Les tres germanes (1940) són considerades obres mestres del món teatral rus i mundial.
Nemiróvitx-Dàntxenko fou un dels primers que fou guardonat com a Artista del Poble de l'URSS el 1936. Més endavant, va rebre el Premi Stalin (1942 i 1943), l'Orde de Lenin i l'Orde de la Bandera Roja del Treball. Els seus descendents continuen treballant al teatre que va fundar.